# Friedrich Wilhelm Carové

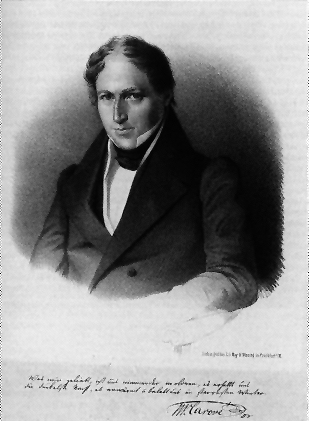
Fr. W. Carové (Kreidelithographie nach 1852)

Friedrich Wilhelm Carové (* 20. Juni 1789 in Koblenz; † 18. März 1852 in Heidelberg) war ein deutscher Jurist, Schriftsteller und Philosoph.

## Leben
Als Sohn eines kurtrierischen Hofrates besuchte Carové das Görres-Gymnasium (Koblenz), an dem Joseph Görres unterrichtete. Er absolvierte in Koblenz ein Studium an der von den Franzosen eingerichteten Rechtsfakultät. 1809 wurde er zum Lizentiaten des Rechts promoviert und als Advokat am Trierer Appellationsgerichtshof zugelassen. Um privaten Studien nachgehen zu können, nahm er 1811–1816 verschiedene Verwaltungsstellen in Zütphen, Leer, Aachen, Gernsheim und Andernach an. In Andernach war er von Februar bis August 1816 Einnehmer der Rheinschifffahrtsgebühren. Begeistert von Kunst und Literatur des deutschen Altertums gab er gemeinsam mit dem Kölner Eberhard von Groote ein Taschenbuch für Freunde altdeutscher Zeit und Kunst auf das Jahr 1816 heraus, eine „Gemeinschaftsleistung der rheinischen Romantik“ Sein darin enthaltener großer Aufsatz zur mittelalterlichen deutschen Kunst wurde von Joseph Görres im Rheinischen Merkur sehr gelobt.
Im selben Jahr 1816 sandte Carové den Brüdern Grimm im Dezember eine Sammlung von Volksüberlieferungen an Rhein und Mosel, die bis 1997 ungedruckt blieb. Einige dieser Aufzeichnungen betreffen Andernach, darunter die älteste Überlieferung eines Vorläufers des Bäckerjungen-Motivs, das erst später in der heutigen Form entstand. Er verlegte die Geschichte eines vereitelten Angriffs auf Andernach in die Zeit des Dreißigjährigen Krieges, bei ihm Schwedenkrieg genannt, die Angreifer waren demnach schwedische Truppen, die auch tatsächlich unter ihrem General Baudissin 1632 Andernach angriffen, eroberten und teilweise in Brand steckten, bei einem weiteren Versuch 1633 wegen des heftigen Widerstandes abzogen. Diese „Bierbrauer-Version“ einer Andernacher Rettungssage bezieht sich im Gegensatz zur später etablierten Bäckerjungensage nur auf ein tatsächliches Ereignis, das rein theoretisch so oder ähnlich abgelaufen sein konnte, abgesehen von der Tatsache, dass die Steinfiguren im Rheintor ersichtlich weder Bäckerjungen noch Bierbrauer waren oder sind. Niemand weiß allerdings, von wo Carové die Geschichte bezog.
1816 nahm Carové in Heidelberg philosophische Studien auf. Er schloss sich Georg Wilhelm Friedrich Hegel an und wurde zum gemäßigten Führer der Alten Heidelberger Burschenschaft, nachdem er 1816 Mitglied der Burschenschaft Teutonia Heidelberg und 1817 Mitglied der Alten Heidelberger Burschenschaft geworden war. Er wirkte in ihr gegen Ausländerhass und Antisemitismus. Als einer der Vertreter der Burschenschaften hielt Carové auf der Wartburg am 19. Oktober 1817 eine Rede.
Carové war auf dem Wartburgfest im Jahre 1817 in Eisenach anwesend. Von ihm ist auch seine Rede an die anwesenden Studenten erhalten. Die Einladung zu dem Wartburgfest ging an die Studenten der deutschen Burschenschaften sämtlicher protestantischer Universitäten Deutschlands, nicht aber an die katholischen. Da er aber der Führer einer Burschenschaft einer protestantischen Universität war, erging an ihn die Einladung.
1818 verlieh die philosophische Fakultät ihm den Doktorgrad. Im Wintersemester 1818 folgte er Hegel an die Friedrich-Wilhelms-Universität zu Berlin; doch konnte dieser ihm die erstrebte Repetentenstelle nicht verschaffen. Die in Breslau ins Auge gefasste Habilitation scheiterte 1820 aus politischen Gründen, da ihn nicht zuletzt das burschenschaftliche Engagement und seine Schriften bei der preußischen Regierung verdächtig machten. Auch in Heidelberg konnte er 1821 nicht Privatdozent werden. Carové war ein „Opfer der Restauration“ geworden. In den preußischen Zolldienst, von dem er lediglich beurlaubt worden war, wollte er nicht zurückkehren. Er lebte fortan als Privatgelehrter und Publizist abwechselnd in Frankfurt am Main und in Heidelberg, bis ihn 1846 materielle Gründe zur Aufgabe des Doppelwohnsitzes zwangen und er ganz nach Heidelberg zog.
In den 1840er Jahren nahm er Anteil an der Konstituierung einer internationalen Friedensbewegung. 1848 initiierte er einen Aufruf zur Abschaffung der Sklaverei. Seine Argumente beeindruckten den Abgeordneten der Frankfurter Nationalversammlung Jacob Grimm, der am 5. Juli 1848 in einem Antrag zu Artikel 1 der Grundrechte formulierte: „Alle deutschen sind frei, und deutscher Boden duldet keine Knechtschaft“ (Schmidt). Carové selbst beteiligte sich 1848 an den Verhandlungen des Frankfurter Vorparlaments. Am 18. März 1852 starb er in Heidelberg.

## Werk
Carové ging es in seinen philosophisch-politischen Schriften darum, Staat und Kirche auf das Ideal der Humanität auszurichten. Ein Schwerpunkt seiner Publikationen war die Auseinandersetzung mit dem Machtanspruch der katholischen Kirche, der er selbst angehörte. 2022 entdeckte der Philosoph Klaus Vieweg im Archiv des Erzbistums München und Freising bisher unbekannte Mitschriften von Vorlesungen Georg Wilhelm Friedrich Hegels, die Carové angefertigt hatte.

„Seine religiösen Ansichten und Ueberzeugungen koncentrirten sich in dem Ideal einer allgemeinen christlichen Kirche, rein von allen menschlichen Zusätzen, frei von aller Hierarchie und nur auf Anerkennung der allgemeinen Grundlehren des Christenthums beschränkt.“

Carové kann als Mittler zwischen Frankreich und Deutschland betrachtet werden, denn nicht wenige seiner Schriften beschäftigten sich mit den geistigen Entwicklungen im Nachbarland.
Auf literarischem Gebiet sind seine beiden Bücher Romantische Blätter und Moosblüthen, zum Christgeschenk am bedeutendsten. Die erstere Publikation enthält das spätromantische Kunstmärchen Kinderleben (auch Das Märchen ohne Ende). Die englische Übersetzung von Sarah Austin, erschienen 1834 unter dem Titel The Story Without an End, hat diesen Text im englischen und amerikanischen Sprachraum äußerst beliebt gemacht. Charles Dickens veröffentlichte im gleichen Jahr eine satirische Parodie des Textes (The Story Without A Beginning (Translated from the German by Boz)).

## Veröffentlichungen
- Entwurf einer Burschenschafts-Ordnung und Versuch einer Begründung derselben, Eisenach 1818.
- Romantische Blätter, Eisenach 1818.
- Ueber die Ermordung Kotzebue's, Eisenach 1819.
- Ueber alleinseligmachende Kirche, 2 Bände, Frankfurt am Main 1826, Göttingen 1827.
- Moosblüthen, zum Christgeschenk, Frankfurt am Main 1830.
- Der Saint-Simonismus und die neuere französische Philosophie, Leipzig 1831.
- Kosmorama. Eine Reihe von Studien zur Orientierung in Natur, Geschichte, Staat, Philosophie und Religion, Frankfurt am Main 1831.
- Ueber das Coelibatsgesetz des römisch-katholischen Klerus, 2 Bände, Frankfurt am Main 1832–1833.
- Über das sogenannte Germanische und das sogenannte Christliche Staatsprinzip mit besonderer Beziehung  auf Maurenbrecher, Stahl und Matthäi, Siegen und Wiesbaden, Friedrich'sche Verlagsbuchhandlung, 1843.
- Ueber Emanzipation der Juden, Philosophie des Judentums und Jüdische Reformprojekte zu Berlin und Frankfurt a.M., Siegen und Wiesbaden 1845.
- Souverainität der Deutschen Nation und Competenz ihrer constituirenden Versammlung, Berlin 1848.
- Vorhalle des Christenthums oder die letzten Dinge der alten Welt. Ein weltgeschichtlicher Rückblick auf die vorchristlichen Religionen, Jena 1851.